# ویلنو-لوبه
ویلنو-لوبه (به فرانسوی: Villeneuve-Loubet) یک کمون در فرانسه است که در پروانس-آلپ-کوت دازور واقع شده‌است. ویلنو-لوبه ۱۹٫۶۰ کیلومتر مربع مساحت و ۱۵٬۰۲۰ نفر جمعیت دارد.

## خواهرخوانده
شهر فورلیمپوپولی خواهرخواندهٔ ویلنو-لوبه هست.